# Ko e fasi 'o e tu'i 'o e 'Otu Tonga
Ko e fasi ʻo e tuʻi ʻo e ʻOtu Tonga (Canción del rey de las islas Tonga) es el himno nacional de Tonga. El título significa literalmente "canción del rey de las islas Tonga" en idioma tongano, pero es en la vida cotidiana más conocido como Fasi fakafonua, lo que se traduce en "Canción Nacional". Las letras del himno fueron escritas por el príncipe Uelingatoni Ngū Tupoumalohi, con la música de Karl Gustavus Schmitt. Se utilizó por primera vez en 1874.

## Texto

### Tongano (ortografía moderna)
ʻE ʻotua māfimafi
ko homau ʻeiki koe
ko koe ko e falalaʻanga
mo e ʻofa ki Tonga.
ʻAfio hifo ʻemau lotu
ʻaia ʻoku mau faí ni
mo ke tali homau loto
ʻo maluʻi ʻa Tupou.

### Español (traducción literal)
¡Oh, Dios Todopoderoso!
Usted es nuestro Señor,
Es Usted, el pilar
Y el amor de Tonga.
Mire hacia abajo en nuestra oración
Eso es lo que hacemos ahora
Usted y podrá responder a nuestro deseo
Para proteger Tupou.

### Letra en español
¡Oh Dios todopoderoso del cielo!
Tú eres nuestro Señor y defensa segura.
Como tu pueblo, confiamos en ti
Y nuestro país Tonga te ama.
Escucha nuestra oración porque no te vemos,
Sabemos que has bendecido nuestra tierra
Te damos nuestra sincera súplica
Dios salve a Tupou, nuestro rey.